# 弗拉塔米诺雷
弗拉塔米诺雷（義大利語：Frattaminore），是意大利那不勒斯省的一个市镇。总面积1.99平方公里，人口15962人，人口密度8021.1人/平方公里（2009年）。ISTAT代码为063033。